# Reino Unido en los Juegos Olímpicos de Turín 2006
El Reino Unido estuvo representado en los Juegos Olímpicos de Turín 2006 por un total de 39 deportistas que compitieron en 9 deportes.  
La portadora de la bandera en la ceremonia de apertura fue la jugadora de curling Rhona Martin.

## Medallistas
El equipo olímpico británico obtuvo las siguientes medallas:
| Nombre         | Deporte  | Competición  |
| -------------- | -------- | ------------ |
| Oro            |          |              |
| —              |          |              |
| Plata          |          |              |
| Shelley Rudman | Skeleton | Individual F |
| Bronce         |          |              |
| —              |          |              |